# 倉吉博物館・倉吉歴史民俗資料館

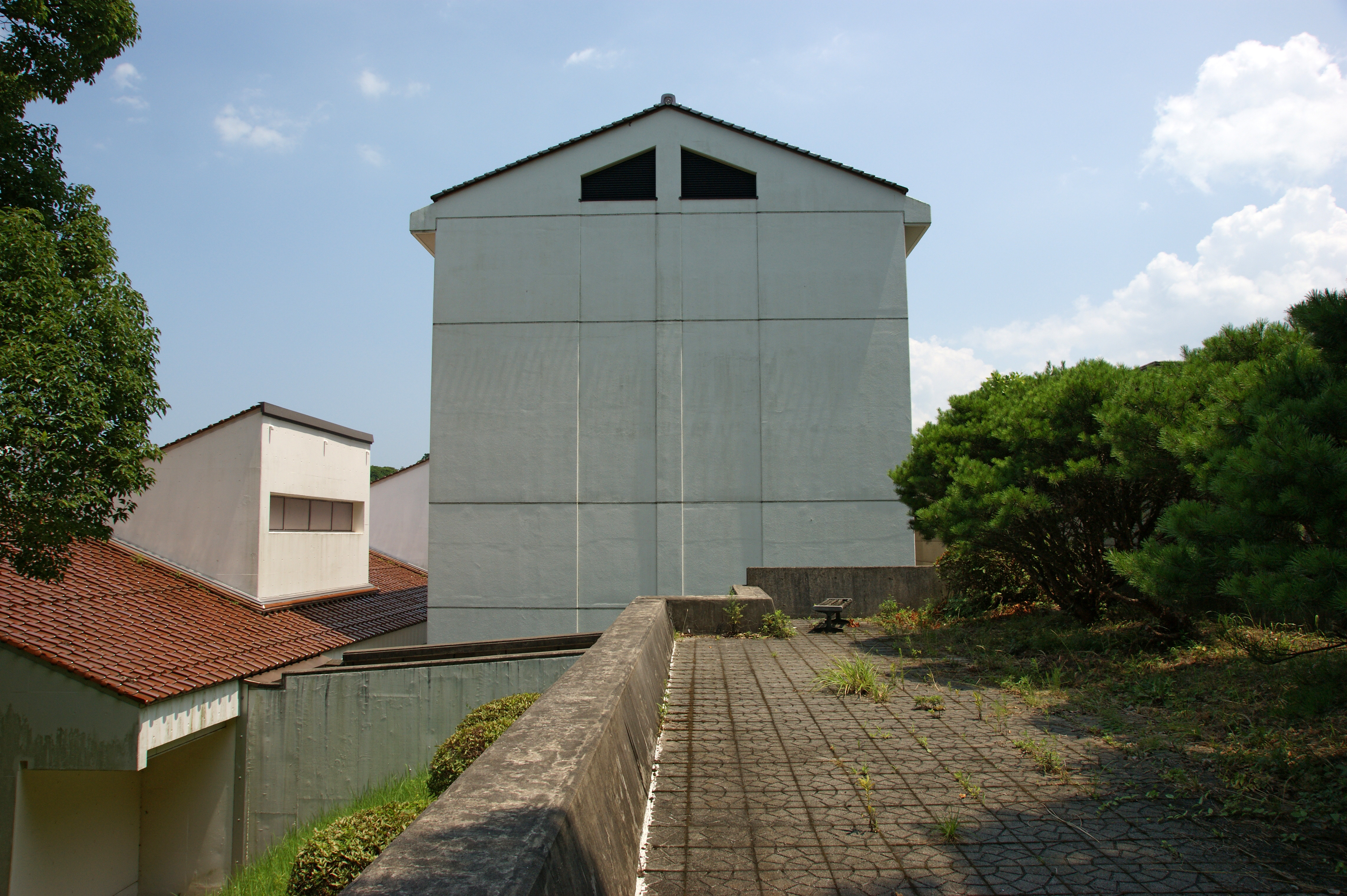
倉吉歴史民俗資料館棟

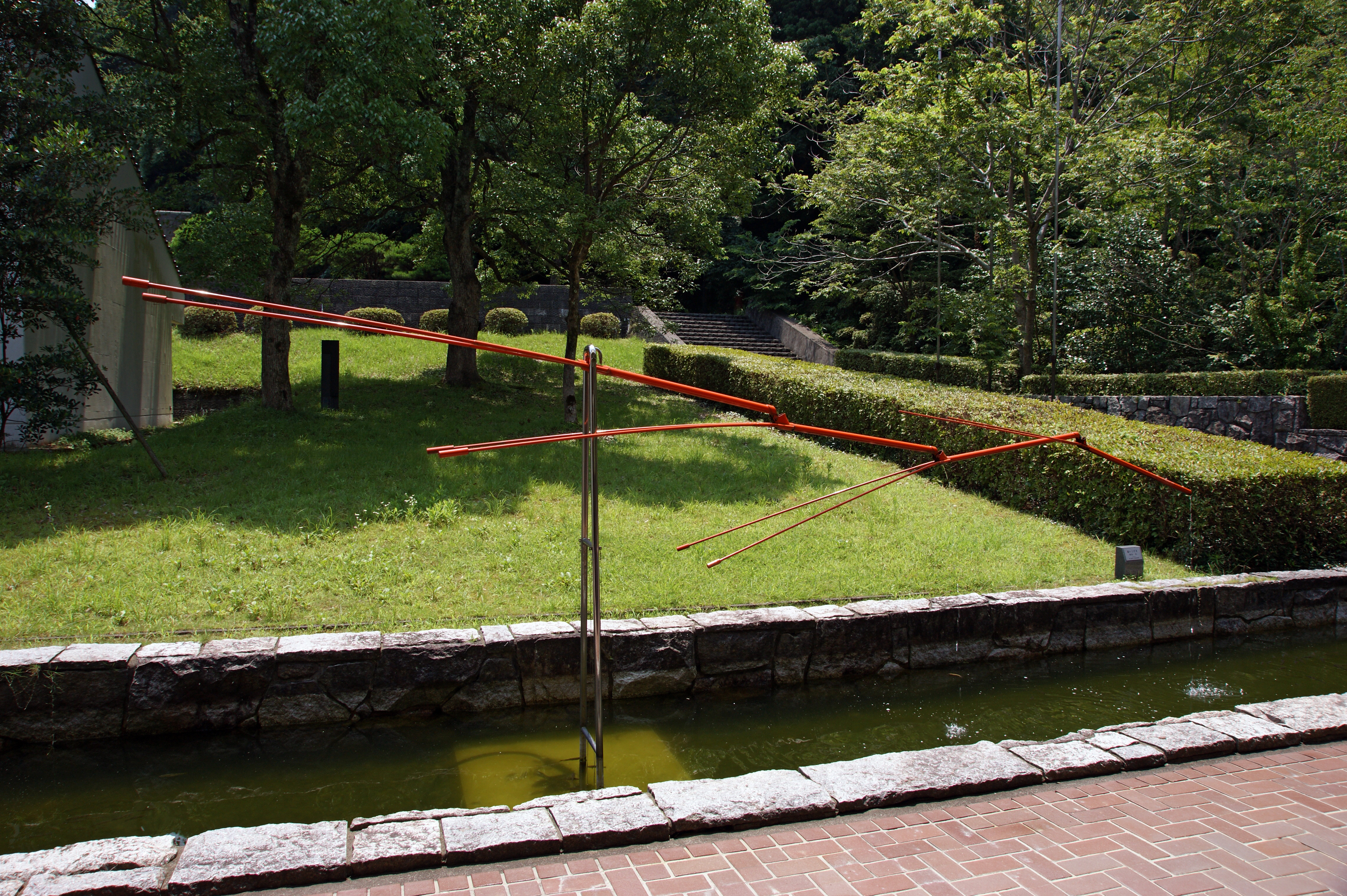
新宮晋 「遠いこだま」、1994年

倉吉博物館・倉吉歴史民俗資料館（くらよしはくぶつかん・くらよしれきしみんぞくしりょうかん）は鳥取県倉吉市にある公立美術館・博物館。

## 概要
1968年（昭和43年）に開館した倉吉郷土館を前身とし、1974年（昭和49年）打吹公園に建設された館に美術部門と歴史部門からなる総合博物館「倉吉博物館」として開館した。
1985年（昭和60年）には、第40回国民体育大会に行幸した昭和天皇の視察先の一つとなった。
美術部門では洋画家前田寛治と日本画家菅楯彦、版画家長谷川富三郎の作品をはじめとする郷土ゆかりの美術絵画作品を、歴史部門では倉吉近辺の遺跡から出土した重要文化財を含む考古資料を展示する。  
隣接して倉吉の民俗資料を展示する倉吉歴史民俗資料館が建設され、2館はデッキで結ばれている。

## 当館が主催する公募展
- 前田寛治大賞展 - トリエンナーレ形式
- 菅楯彦大賞展

## 主な展示品
- 菅盛南 「春景山水図」 紙本・彩色 軸装 85.9×28.2
- 菅楯彦 「舞楽青海波（右隻）」 1917年、絹本・彩色 裏箔 屏風六曲一双154.0×332.0
- 菅楯彦 「春宵宜行（左隻）」1926年  紙本・墨・淡彩  屏風六曲一隻  各87．0×243.0
- 岡村葵園 「山水図」絹本・彩色 軸飾 127.6×49.4
- 山脇こう雲 「菊」 1930年頃 紙本・彩色 屏風二曲半双 168.2×121.5
- 大河内三代女 「伊勢の海」 1950年 紙本・彩色  軸装  幅25.0
- 菅真人 「船上山」 1938年 紙本・彩色  額装  47.8×59.5
- 生田花朝女 「樹下美人図」1918年頃 絹本・彩色 軸装 117.0×36.5
- 上島鳳山 「狂言十二ヶ月」 1916年 絹本・彩色 軸装 十二幅対のうち 千鳥130.8×33.5 福の神130.5×33.6 末広がり130.7×33.3

- 前田寛治 「少年の顔」 1920年、油彩・板33.0×24.0
- 前田寛治 「子供の像」1922年、油彩・画布44.7×59.2
- 前田寛治 「海 」（絶筆）1930年、油彩・画布38.2×45.5、第10回帝国美術院賞受賞
- 前田寛治 「西洋婦人像」 1925年、油彩・画布45.5×33.4
- 前田寛治 「自画像」 1924年、鉛筆・紙30.3×23.5
- 前田寛治 「セーヌ河畔」1925年、油彩・キャンバスボード15.5×22.8
- 前田寛治 「裸婦」 1925年、油彩・画布45.5×37.8
- 前田寛治 「J.C嬢の像」1925年、油彩・画布91.0×73.0、第6回帝展特選
- 前田寛治 「西洋婦人像 」1925年、油彩・キャンバスボード23.7×18.7
- 前田寛治 「工場」1925年、油彩・画布53.5×66.0
- 前田寛治 「犬吠碕」1930年、油彩・画布21.0×26.6
- 前田寛治 「棟一郎像」 1929年、油彩・画布 33.0×23.8
- 前田寛治 「子供の顔」1930年頃、油彩・板22.7×15.7
- 前田寛治 「伏臥裸婦」1928年、鉛筆・紙20.7×29.0
- 林武 「鰯と人参」1930年、油彩・画布45.8×53.2
- 中井金三 「河岸」1910年、油彩・画布130.6×162.1
- 中井金三 「橋津風景」1920年、油彩・画布80.5×116.8
- 香田勝太 「バラ」1930年頃、油彩・板33.0×23.6
- 伊谷賢蔵 「大崎風景」 1931年、油彩・板31.5×40.6
- 小椋繁治 「山海関風景」1935年、油彩・画布72.3×90.5
- 山桝寅二郎 「曇り目」1936年、油彩・画布97.2×145.3
- 伊藤彰 「初夏」1940年頃、油彩・画布91.0×116.2
- 森岡柳蔵 「村にて」1923年、油彩・画布90.7×116.4
- 鈴木亜夫 「鴨」 1930年、油彩・板3１.3×40.7
- 中山巍 「フィレンチェの街」1928年、油彩・画布33.4×45.5
- 川口軌外 「 花（あざみ）」1930年頃、油彩・画布41.1×33.0
- 福留章太 「松」 1956年 油彩・画布100.2×73.8
- 長谷川富三郎 「三徳の杉（三徳山本堂の杉）」 1962年、板画
- 米本一郎 「残雪大山」1983年、油彩・画布145．6×112．3

- 伊藤宝城 「ヘルシンキのオリンピック競泳」、1955年 石膏72．3×148．0  「葺笛」 46 1956年 9．0×12．2
- 徳喜英雄 「十萬寺党始末」、1956～57年孔版、墨、紙草上渉著作 挿絵 原画369枚組の内168枚現存
- 吉田たすく 壁掛「四季」1974年 ウール他 春 457．0×82．5夏 457．0×82．5秋 460．0×82．5冬 445．5×81．5
- 増田英一 「花」、1922年、油彩・板33．4×24．3
- 増田英一 「お台場道の松」、1970年、油彩・画布90．9×116．7
- 生田和孝 「黒釉鎬手花生」、1968年、陶磁 26．8×11．6
- 生田和孝 「糖釉櫛目切込瓶」、1965年、陶磁 21．5×15．4
- 生田和孝 「飴釉墨流扁壷」、1967年、陶磁 24．4×18．1
- 生田和孝 「鉄絵茶碗」、1960年、陶磁 9．3×11．4
- 早川巍一郎 「横たわる裸婦」、1956年、ブロンズ21．5×41．0×30．0
- 早川巍一郎 「腰かける裸婦」、1952年、ブロンズ28．0×13．0×13．3
- 早川巍一郎 「鳩と少女」、1973年、ブロンズ127.5×37.0×42.0cm
- 長谷川塊記 「裸婦」、1962年、ブロンズ67.8×87.0×35.0cm
- 清水良治 「鳩と少女」、1983年、ブロンズ55.0×22.0×12.2cm
- 重岡建治 「十字のピエタ」、1981年、ブロンズ117.0×105.0×29.0cm
- 湯村光 「KURAYOSHI」、1984年、赤御影石300.0×117.0×50.0cm
- 黒川晃彦 「帽子を被ったら歩いてみよう」、1988年、ブロンズ141.0×50.0×66.0cm
- 澄川喜一 「こっとい」、1988年、黒御影石152.0×100.0×85.0cm
- 湯村光 「地象」、1985年、黒御影石208.0×240.0×53.0cm
- 江口週 「打吹の鳥」、1990年、ブロンズ159.0×56.0×46.0cm
- 山本正道 「風と少女」、1990年、ブロンズ72.0×81.0×150.0cm
- 峯田義郎 「やまなみ」、1981年、ブロンズ121.0×60.0×70.0cm
- 澄川喜一 「To The Sky」、1991年、白御影石800.0×100.0×120.0cm
- 向井良吉 「風景の中の風景」、1991年、アルミニューム365.5×840.0×860.0cm
- 淀井敏夫 「雲と樹、渡り鳥」、1991年、ブロンズ215.0×228.0×105.0cm
- 山根耕 「つなぎ石 作品-8」、1992年、白御影石200.0×722.0×145.0cm
- 池田宗弘 「塀の内外 旅人」、1992年、真鍮221.5×124.0×76.0cm
- 内田晴之 「異・空間 92-2」、1992年、ステンレス鋼190.0×143.0×123.8cm
- 早川巍一郎 「だんらん」、1974年、ブロンズ60.0×60.0×55.0cm
- 西山三郎 「久米の薬草」、1994年、ブロンズ420.0×130.0×90.0cm
- 山根耕 「つなぎ石 作品-10I」、1992年、白御影石37.0×440.0×130.0cm
- 新宮晋 「遠いこだま」、1994年、カーボンファイバ ステンレス鋼350.0×650.0×70.0cm
- 田中栄作 「万象万物の記憶」、1994年、ブロンズ183.0×90.0×9.0cm
- 手塚登久夫 「月に吠える'94」、1994年、黒御影石177.0×133.0×40.0cm
- 小田襄 「円と方形・出発」、1995年、ステンレス鋼400.0×50.0×54.8cm
- 石井厚生 「時空・1912年6月1日-1985年3月31日」、1997年、御影石425.0×319.0×240.0cm
- 毛利武士郎 「倉吉DNA碑」、2000年、石・ステンレス181.8×140.9×90.9cm
- 湯村光 「Composition」、2000年、白御影石305.0×415.0×110.0cm
- 加藤昭男 「月から舞い降りた兎」、2000年、ブロンズ 167.0×200.0×94.0cm

- 谷畑遺跡祭祀遺物 - 重要文化財（国指定）
- 装飾子持壷付装飾器台 - 野口1号墳、 高49.5cm 、重要文化財（国指定）
- 人物埴輪 - 高38.5cm、島根県指定文化財
- 鹿埴輪 - 向山142号墳、高55cm、島根県指定文化財
- 阿弥大寺墳丘墓出土品 -  島根県指定文化財
- 銅鐸 - 小田 、高44.3cm、島根県指定文化財
- 中尾遺跡、長谷遺跡、取木遺跡、中田遺跡、後中尾遺跡、松ケ坪遺跡、下ノ山遺跡、長瀬和助北遺跡、 大谷・後口谷墳丘墓、イザ原古墳、小林古墳、家ノ上古墳、郊家平古墳、屋喜山古墳、高畔古墳、頭根後谷古墳、屋喜山古墳、後口野古墳、屋蕃山古墳、清水谷古墳、クズマ遺跡、大御堂廃寺、伯耆国分寺、西前遺跡、伯耆国庁、大原廃寺等の出土品
- 農耕図絵
- 稲扱千刃・太一車

## 利用情報
- 開館時間 - 午前9時～午後5時（入館は4時30分まで）
- 休館日 - 月曜日、祝日の翌日、年末年始

## 建築概要
- 設計 - 日建設計・大阪
- 竣工 - 1973年
- 開館 - 1974年
- 延床面積 - 2229平方メートル
- 所在地 - 〒682-0824 鳥取県倉吉市仲ノ町3445-8
- 備考 - 県民の建物100選

## 交通アクセス
- 山陰本線 倉吉駅から日ノ丸バス・日交バス市内線で12分、バス停「赤瓦・白壁土蔵下車」、徒歩8分。または同バス「倉吉パークスクエア線」で17分、バス停「市役所打吹公園入口前」下車、徒歩5分